# Cisticole à face rousse
Cisticola erythrops
Espèce
Synonymes
- Drymoeca erythrops Hartlaub, 1857 
(protonyme)

Statut de conservation UICN

 LC  : Préoccupation mineure
La Cisticole à face rousse (Cisticola erythrops) est une espèce d'oiseaux de la famille des Cisticolidae.

## Répartition
Cette espèce vit en Afrique subsaharienne.

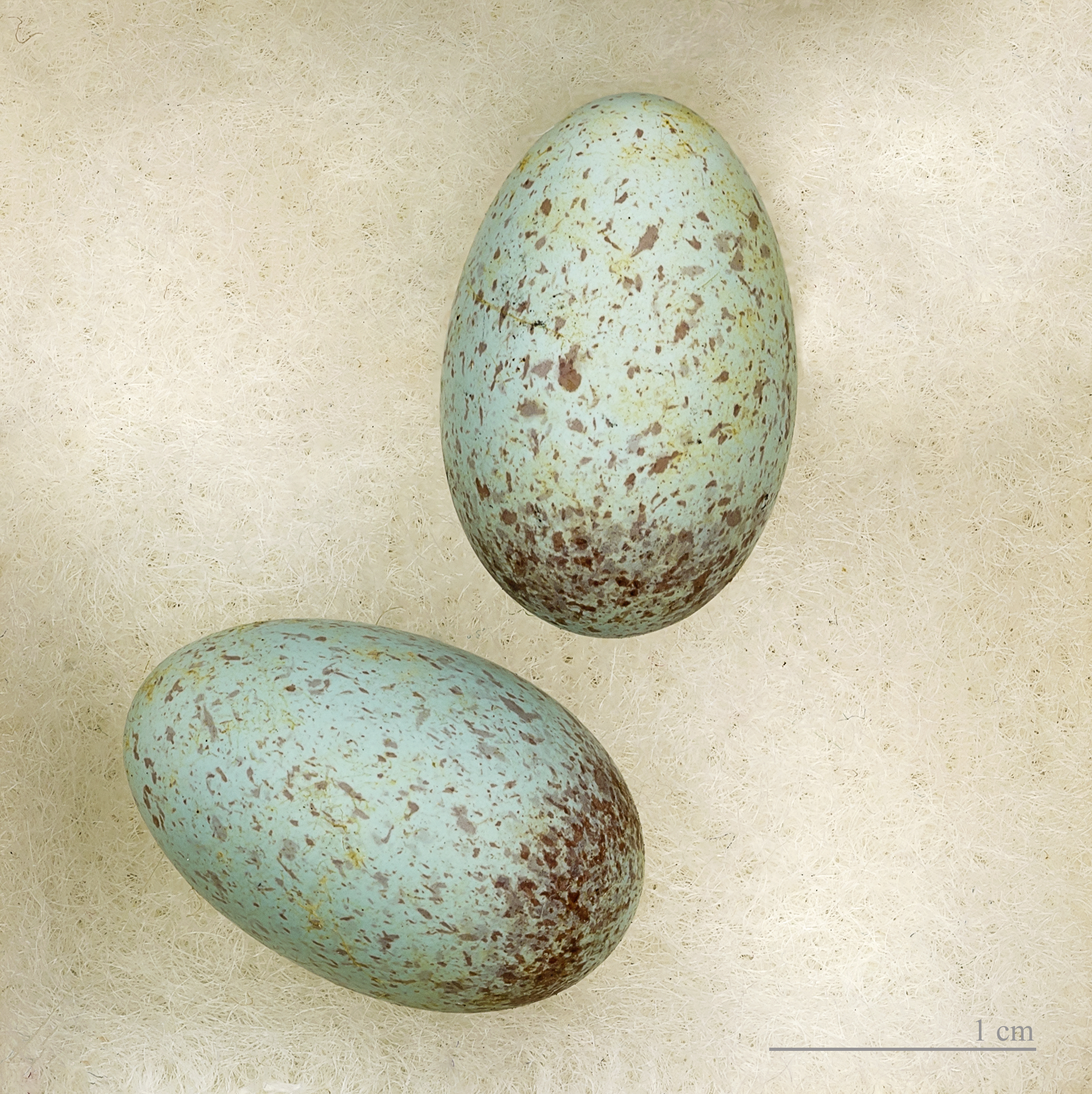
Cisticola erythrops  - Muséum de Toulouse.
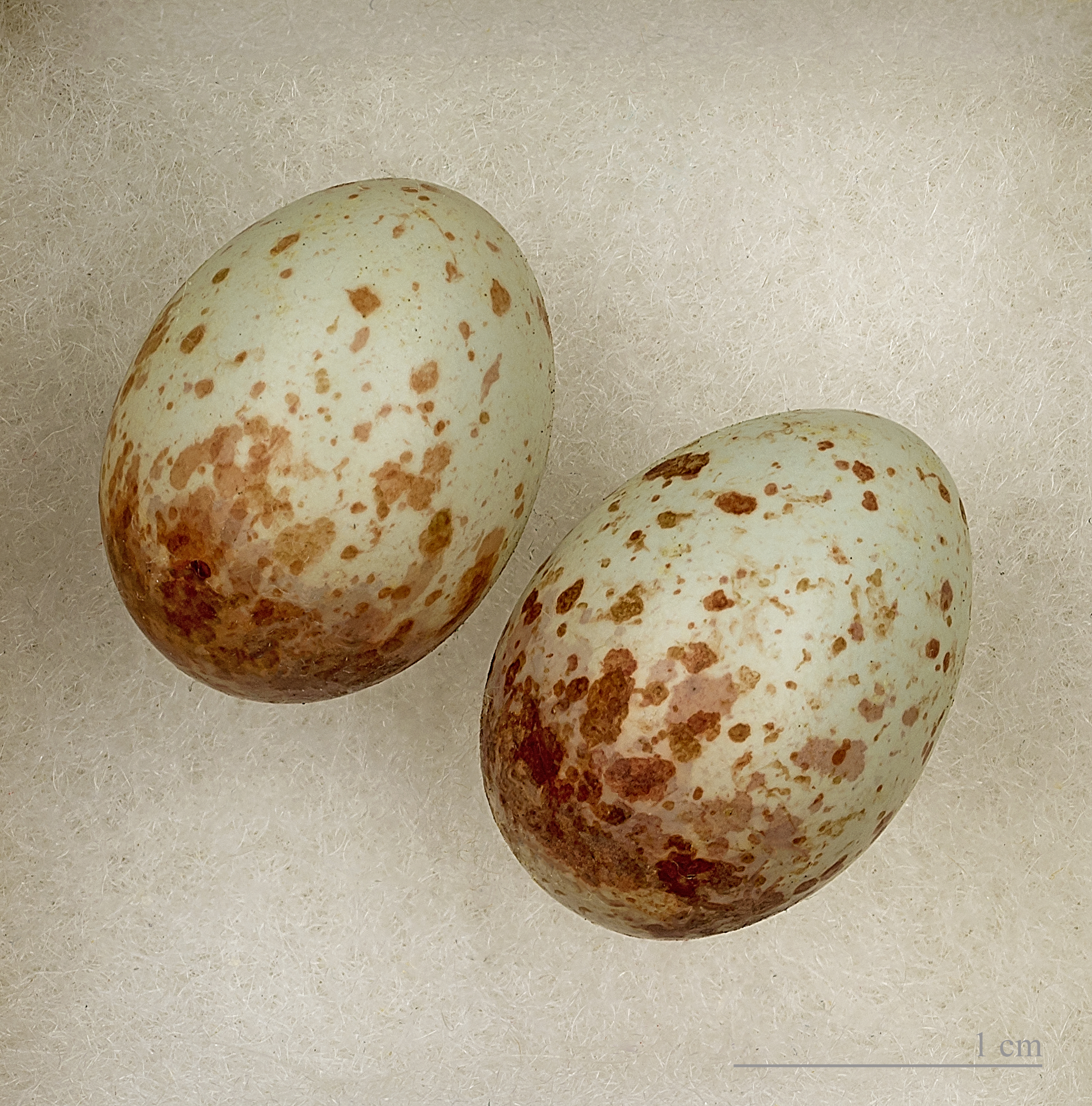
Cisticola erythrops sylvia - Muséum de Toulouse.